# Linsinger SF06-FFS plus
Die Schienenfräsmaschine SF06-FFS plus ist eine gleisgebundene, selbstfahrende Arbeitsmaschine zur Beseitigung von Oberflächenfehlern auf Eisenbahnschienen. Hersteller ist die Linsinger Maschinenbau Gesellschaft aus Steyrermühl in Österreich. Die Maschine gehört zu den Nebenfahrzeugen und wird zum Reprofilieren und Schleifen des Schienenkopfes sowie zum Neulagen-Fräsen eingesetzt.

## Geschichte
Bei der Maschine handelt es sich um eine Weiterentwicklung der 2004 vorgestellten Baureihe SF03-FFS. Der erste Fräszug der neuen Baureihe erhielt daher zu Beginn die Typenbezeichnung SF03-FFS plus und wurde im Frühjahr 2010 bei dem deutschen Unternehmen Alpha Rail Team (Gemeinschaftsunternehmen bestehend aus der Sersa Group und der Vossloh Rail Services) in Dienst gestellt. Linsinger änderte die Bezeichnung anschließend in SF06-FFS plus und verkauft den Fräszug seither weltweit. Zu den Kunden gehören beispielsweise die DB Bahnbau Gruppe und die staatliche Eisenbahngesellschaft in Russland, Rossijskije schelesnyje dorogi.

## Technische Daten
Der zehnachsige, zweiteilige Fräszug besteht aus einer Schienenfräsmaschine und einem Begleitwagen mit Führerständen an beiden Fahrzeugenden. Das Gesamtgewicht beträgt 150 Tonnen, die Länge über Puffer 43,80 Meter. Mit eigener Kraft erreicht das Fahrzeug eine Höchstgeschwindigkeit von 80 km/h, als Schlussläufer am Ende eines Zuges eingestellt ist eine Geschwindigkeit von 100 km/h möglich. Der kleinste befahrbare Kurvenradius beträgt 150 Meter. Zur Steuerung des Fahrbetriebes wird eine Speicherprogrammierbare Steuerung Simatic S7-400 eingesetzt.
In der Fräsmaschine sind der Fahrzeugantrieb, alle Anlagen für den Fräsbetrieb, ein Spänebunker sowie ein Führerstand untergebracht. Im Führerstand befindet sich neben der Fahrsteuerung das Bedienpult für die Fräseinheiten. Die Fräsmaschine mit jeweils drei Radsätzen an zwei Drehgestellen hat ein Eigengewicht von 111 Tonnen und eine Länge über Puffer von 23,80 Metern. Der Abstand der Drehzapfen beträgt 15,30 Meter. Die Maschine ist mit einer Bremse der Bauart KE-P+Z ausgerüstet, das Bremsgewicht beträgt 116 Tonnen. Die maximale Anhängelast der Fräsmaschine beträgt 60 Tonnen.
Unter der Fräsmaschine sind drei Fräseinheiten zur Bearbeitung des Schienenkopfes sowie eine Schleifeinheit zum anschließenden Feinschleifen des Schienenprofils angebracht. Die Bearbeitung der Schienen erfolgt ohne Funkenflug und Staubemission während einer einzigen Überfahrt. Dabei wird eine Arbeitsgeschwindigkeit von bis zu 25 Metern pro Minute erreicht. Die Bearbeitungstiefe auf der Fahrfläche beträgt zwischen 0,3 und 1,5 Millimeter, an der Fahrkante bis zu 5 Millimeter. Gesteuert wird der Bearbeitungsvorgang von einer Sinumerik 840D powerline. Die beim Fräsen anfallenden Metallspäne und der Schleifstaub werden abgesaugt und getrennt im Spänebunker und im Schleifstaubbehälter gesammelt.
Der Begleitwagen ist ein angepasster Containertragwagen der Gattung Sgnss. Auf ihm befinden sich der Spänebunker mit Absaug- und Ausbunkeranlage, die Schleifstaubabsauganlage und ein Mehrzweckraum, der individuell ausgestattet werden kann sowie ein Führerstand mit Fahrsteuerung. Der größere Spänebunker verlängert die Einsatzzeit der Maschine im Vergleich zum Vorgängermodell SF03-FFS und macht ein Ausbunkern während einer Arbeitsschicht unnötig. Das Ausbunkern kann wahlweise rechts oder links in bereitstehende Schrottcontainer erfolgen. Der Wagen hat zwei Drehgestelle mit jeweils zwei Radsätzen, eine Länge von 20 Metern und ein Leergewicht von 39 Tonnen. Der Drehzapfenabstand beträgt 14,46 Meter. Die Bremse ist von der Bauart DK-GP-A (K), das Bremsgewicht beträgt maximal 72 Tonnen.

## Belege
Die Informationen dieses Artikels entstammen zum größten Teil aus
- Drehscheibe 224. Heft 4, Juni/Juli 2010, Arbeitsgemeinschaft Drehscheibe e. V., Köln, ISSN 0934-2230, S. 7.
- Laufbescheinigung für Schienenfräsmaschine Type SF03 FFS-plus / M. Nr. 0LF-001. Logistik Service GmbH, Laarkirchen 2. März 2010.